# Цушко, Василий Петрович
Васи́лий Петро́вич Цушко́ (укр. Василь Петрович Цушко; род. 1 февраля 1963, Надречное, Одесская область) — украинский политик, народный депутат Украины II—V созывов (1994—2006). Губернатор Одесской области (2005—2006). Министр внутренних дел Украины (2006—2007). Министр экономики Украины (2010). Председатель Антимонопольного комитета Украины (2010—2014).
В 1994—1998 годах и в 2006 году член парламентского комитета по финансовой и банковской деятельности Верховной Рады Украины, в 1998—2002 годах секретарь этого комитета, в 2002—2005 годах первый заместитель председателя.
Заместитель главы социалистической партии «Социалистическая партия Александра Мороза».

## Биография
Родился 1 февраля 1963 года в молдавской семье простых крестьян в селе Надречное Одесской области.
В 1978 году, после окончания восьми классов средней школы, поступил в Измаильский техникум механизации и электрификации сельского хозяйства, который закончил в 1982 году с отличием и получил специальность техника-механика. В этом же, 1982 году, поступил в Одесский сельскохозяйственный институт на экономический факультет. После окончания первого курса института был призван на срочную военную службу. Служил в Казахстане, г. Алма-Ата, в войсках ПВО.
В 1985 году демобилизовался и вернулся в институт, который закончил в 1988 году по специальности «экономист». В 2005 году получил квалификацию юриста Национального университета внутренних дел.
В августе 1987 года начал работать экономистом в винодельческом совхозе-заводе имени С. Лазо Тарутинского района Одесской области. В феврале 1988 года был назначен заместителем директора совхоза «Прогресс» в селе Вознесенка-ІІ Тарутинского района. В июле 1989 года, в возрасте 26 лет, стал директором совхоза-завода имени С. Лазо.

### Политическая карьера
В марте 1994 года Цушко впервые был избран депутатом Верховной Рады Украины победил во втором туре голосования в избирательном округе № 315 — Тарутинский и Саратский районы Одесской области). В парламенте стал членом комитета по финансам и банковской деятельности.
В марте 1998 года был переизбран депутатом Верховной Рады. Он победил в избирательном округе № 140 (Килийский, Измаильский, Арцизский, Тарутинский районы Одесской области), набрав 42,6 % голосов. При поддержке Социалистической партии Украины (СПУ) он стал секретарем комитета по финансовой и банковской деятельности Верховной Рады Украины.
В сентябре 1998 года Цушко оставил пост руководителя одесской областной организации и сложил полномочия члена высшего совета Селянской партии.
В 2001 году Цушко и редактор газеты «Сельские вести» Иван Бокий создали партию «Партия защиты интересов селян», структуру которой построили на базе подписчиков газеты «Сельские вести». Партия была зарегистрирована в сентябре 2001 года, но уже в январе 2002 года объединилась с СПУ. Василий Цушко и Иван Бокий стали членами политсовета СПУ. В апреле 2002 года В. П. Цушко был избран депутатом Верховной Рады по избирательному списку СПУ (16-е место, а всего партия получила 20 депутатских мандатов).
При поддержке фракции Социалистической партии Украины (СПУ) был избран первым заместителем главы комитета по финансовой и банковской деятельности Верховной Рады Украины.
С 4 февраля 2005 по 3 мая 2006 года — глава Одесской областной государственной администрации. В марте 2006 года одновременно прошли выборы депутатов Верховной Рады Украины и Одесской областного совета. Из 120 мест в областном совете СПУ получила 20. Победителями кампании стала Партия регионов (49 мандатов), а третье место занял Блок Юлии Тимошенко (14 мандатов). На выборах в Верховную Раду Украины Василий Цушко прошел по избирательным спискам СПУ — № 12 в избирательном списке. Всего его партия получила 33 депутатских мандата. В. П. Цушко отказался от поста губернатора Одесской области и стал депутатом украинского парламента, объяснив свое решение «недостаточно сильной позицией СПУ в областном совете».
25 мая 2006 года Цушко принёс присягу депутат Верховной Рады и стал заместителем главы фракции СПУ Александра Мороза, а также членом комитета по финансам и банковской деятельности Верховной Рады Украины. 7 июля 2006 года был избран первым секретарем политсовета СПУ и руководителем партийной фракции в парламенте.
1 декабря 2006 года, после того, как Верховная Рада отправила в отставку бывшего главу МВД Юрия Луценко, Василий Цушко стал Министром внутренних дел Украины.
12 марта 2007 года лидеры парламентской фракции «Наша Украина» и БЮТ в присутствии президента Виктора Ющенко и при его поддержке подписали совместное заявление, в котором изложили свои требования к «антикризисной» коалиции. Среди этих требований были: отправить в отставку Министра внутренних дел Василия Цушко и Генерального прокурора Александра Медведько, а также вывести внутренние войска из-под подчинения МВД и переподчинить их непосредственно Президенту. 17 марта Цушко провел свою первую пресс-конференцию и заявил, что «в стране происходит эскалация конфликта, что может привести к серьезным последствиям». Он призвал население воздержаться от участия в массовых акциях протеста и сообщил, что некоторые политические силы планируют привезти в Киев более 100 тыс. своих сторонников. Массовые акции в Киеве начались 31 марта 2007 года.
2 апреля 2007 года Президент Украины Виктор Ющенко подписал указ о досрочном прекращении полномочий Верховной Рады Украины, назначив проведение досрочных парламентских выборов на 27 мая 2007 года. Парламент отказался подчиниться указу Президента, а правительство приняло решение не финансировать проведение внеочередных выборов депутатов Верховной Рады. 5 апреля 2007 года на внеочередном заседании СНБО Украины было принято решение обязать правительство финансировать досрочные выборы: против проголосовали только Василий Цушко и первый вице-премьер Николай Азаров. В тот же день Цушко дал распоряжение выделить более 1000 милиционеров на охрану здания Верховной Рады. 11 апреля Кабинет Министров Украины повторно отказался финансировать проведение выборов. 18 апреля здание Конституционного Суда Украины заблокировали представители оппозиции, которые пытались помешать проведению заседания суда. Разблокировали здание по приказу Василия Петровича Цушко силами спецподразделений «Барс» и «Беркут».
18 апреля 2007 года фракции БЮТ и НУНС в парламенте сложили депутатские мандаты. 24 мая Ющенко издал Указ Президента Украины № 469/2007 от 24 мая 2007 года про отмену Указа Президента Украины № 357/2007 от 26 апреля 2007 года о возобновлении Пискуна С. М. на должности Генерального прокурора Украины. Указом Президента Украины № 470/2007 от 24 мая 2007 года В. Ющенко назначил Шемчука В. В. временно исполняющим обязанности Генерального прокурора Украины. Но, усилиями Василия Цушко и подчиненными ему органами внутренних дел (в том числе ГАИ), назначение Шемчука В. В. на должность не произошло, так как это нарушало действующие нормативно-правовые акты, в частности Закон Украины «О прокуратуре». Вечером 24 ого мая 2007 года бойцы спецподразделения «Титан» взяли здание Генеральной прокуратуры Украины под охрану, согласно с договором об охране, который был подписан МВД и ГПУ 24 мая. Утром 25 мая все сотрудники Управления государственной охраны покинули здание Генпрокуратуры. В тот же день Шемчук открыл четыре уголовных дела: три — по факту захвата здания ГПУ, превышение полномочий сотрудниками МВД и вмешательство в деятельность правоохранительных органов, и ещё одно — касательно Василия Цушко за превышение служебных полномочий.
Цушко отказался выполнять изданный 25 мая 2007 года указ В. Ющенко, которым тот вывел внутренние войска из-под подчинения главы МВД Украины и переподчинил их Президенту. 26 мая Соломенский районный суд города Киева приостановил действие данного указа, но уже 29 мая решение было отменено коллегией судей Киевского апелляционного административного суда.
27 мая министр Василий Цушко обратился в поликлинику МВД, которая находится на территории МВД. Врачи поставили диагноз — инфаркт, и провели немедленную госпитализацию министра. 31 мая на реанимационном самолете Цушко был доставлен в клинику в городе Ганновер (Германия), где был прооперирован.
В июле 2007 года Цушко вернулся на Украину. В сентябре выступил с заявлением о том, что ему «помогли заболеть».
14 июля 2007 года все уголовные дела против В. П. Цушко были закрыты Печерским районным судом города Киева. В начале 2007 года, через месяц после того как началась кампания по досрочным парламентским выборам, Василий Цушко на встрече с избирателями Харькова назвал себя личным врагом Ющенко.
В начале августа 2007 года был сформирован выборный список кандидатов в народные депутаты от Социалистической партии Украины, в котором Василий Цушко был вторым.
26 сентября 2007 года Цушко заявил, что несколькими днями ранее получил материалы, которые документально подтвердили факт того, что он был отравлен теофиллином и диоксином, — именно они спровоцировали его заболевание и привели к инфаркту миокарда. Он предоставил заключение медицинских лабораторий Германии. В результате двух исследований врачи пришли к выводу, что в представленных пробах содержится несовместимая с жизнью доза теофиллина (493,8 мкг/мл) — фармакологического препарата, токсичного для человека в дозе от 20 мкг/мл. На следующий день Цушко передал эти материалы генеральному прокурору Украины Александру Медведько.
30 сентября в день досрочных выборов в украинский парламент, за 15 минут до оглашения результатов экзит-полов, В. П. Цушко заявил о своем решении пойти в отставку с поста министра внутренних дел. Свое решение он аргументировал тем, что в пятницу, 28 сентября, резко ухудшилось состояние его здоровья, а на лечение и реабилитацию нужно время, поэтому «из этических соображений» он не хочет формально занимать должность министра. Исполняющим обязанности министра внутренних дел стал его первый заместитель Михаил Корниенко. 1 октября 2007 выяснилось, что по украинскому законодательству лицо, которое находится на больничном, не может быть уволено с работы. Поэтому Цушко формально остался министров внутренних дел Украины.
Василий Цушко не стал депутатом Верховной Рады VI созыва, поскольку Социалистическая партия Украины набрала меньше трех процентов и не преодолела избирательный барьер.
В декабре 2007 года на должности министра внутренних дел его сменил Луценко. 16 октября 2008 года Политсовет Социалистической партии удовлетворил заявление Василия Цушко об исключении его из рядов СПУ «по состоянию здоровья».
В начале сентября 2009 года Цушко вместе с Виктором Януковичем посетил Одессу по случаю празднования 215-й годовщины города. Впоследствии Цушко стал руководителем президентской выборной кампании Виктора Януковича в Одесской области.
10 марта 2010 года, после победы Виктора Януковича на президентских выборах, уголовное дело против В. П. Цушко (все ранее открытые дела объединены 24 января 2008 года) было закрыто из-за отсутствия состава преступления.
11 марта 2010 года Цушко был назначен на пост министра экономики в новом правительстве Николая Азарова.
24 июля 2010 года на внеочередном съезде СПУ Александр Мороз предложил избрать нового главу партии. На рассмотрение делегатов он вынес три кандидатуры в том числе и кандидатуру В. П. Цушко, который и стал новым лидером СПУ.
9 декабря 2010 года Цушко был уволен с должности министра экономики. 16 декабря был назначен Главой Антимонопольного комитета Украины.
В июле 2011 года Василий Цушко объявил о своём намерении уйти с поста главы Соцпартии, объясняя свое решение невозможностью совмещать государственную службу и партийную деятельность.
1 апреля 2014 года он был зарегистрирован ЦИК как кандидат на внеочередных выборах Президента Украины путём самовыдвижения.
22 мая 2014 года отказался от дальнейшего участия в выборах.

## Государственные награды
- Орден «За заслуги» II ст. (22 января 2013) — за весомый личный вклад в социально-экономический, научно-технический, культурно-образовательное развитие Украинского государства, весомые трудовые достижения, многолетний добросовестный труд
- Орден «За заслуги» III ст. (27 июня 1997) — за личный вклад в разработку, подготовку и принятие Конституции Украины, активную законодательную деятельность

## Личная жизнь
Женат. Есть сын и дочь.
Увлечение — историческая литература.